# 地藏寺 (福州市)
福州地藏寺，又称古迹地藏寺，位于福州市金鸡山麓。福建省内有名的尼众丛林，汉族地区佛教全国重点寺院之一。现任住持为如妙法师。

## 历史沿革
相传建于南朝梁武帝大通元年（527年），原名“法林尼寺”。五代闽王时改为报恩寺。现存的地藏寺为清朝同治年间由鹤山樵者重修，并定名为“古迹地藏寺”。清光绪年间和民国初年按照旧制进行了维修。清末，该寺开辟场所供信徒停棺。戊戌变法六君子中的林旭被杀后，就曾停柩于此，僧人念佛超度。
1983年，该寺被中国国务院确定为汉族地区佛教全国重点寺院。1992年11月2日公布为福州市文物保护单位。

## 建筑格局
福州地藏寺内主要建筑有地藏殿、大士殿、达摩祖师殿、弥勒殿、韦驮殿、伽蓝殿、念佛堂、文昌宫等，别具风格。殿内主要供奉地藏王菩萨及释迦牟尼、观音、弥勒、四大天王、韦驮等泥塑。大殿内悬清光绪年间所铸铜钟。
寺庙院内还有古榕树、石碑、古井，古石柱等景，周围樟树茂盛，清雅幽美。